# Václav Karel Holan Rovenský
Václav Karel Holan Rovenský (1644, Rovensku pod Kamenicí, dnes Rovensko pod Troskami – 27. února 1718 tamtéž) byl český hudební skladatel a varhaník, pracoval také jako učitel, kapelník a kameník.

## Život a činnost
Václav Karel Holan Rovenský se narodil v Rovensku pod Troskami, v té době nazývané podle říčky pod Kamenicí na statku „Pod strání“ do rodiny nejspíše dosti zámožného rovenského rychtáře Jana Holana. Prvního vzdělání se mu dostalo od rektora Samuela Fidelia Kutnohorského a tamějšího varhaníka Václava Peregrina Turnovského. Další vzdělání se mu dostalo na gymnáziu při jičínské koleji.
Od roku 1662 začal v Rovensku vyučovat hudbu (uváděn jako ludi magister) a v roce 1664 se stal varhaníkem v rovenském kostele sv. Václava na Týně. Na přechodnou dobu se stal varhaníkem v kostele sv. Františka v Turnově, ale po čase se vrátil do Rovenska.
Když odešel následně v roce 1668 z Rovenska do Prahy, již to byl útěk z moci vrchnosti. O tři roky později, roku 1671, se mu podařilo získat místo kapelníka a varhaníka vyšehradského kolegiátního kostela sv. Petra a Pavla.
Ani zde však nezůstal natrvalo. Někdy před rokem 1693 navštívil Řím, aby se seznámil s italskou hudbou. Na konci 90. let 17. století se vrátil do rodného kraje a našel si zde útočiště na opuštěném hradě Valdštejně jako poustevník.

Od roku 1704 žil opět v Rovensku, kde pracoval jako amatérský kameník. Známé jsou jím vytesané sluneční hodiny a jiné kamenické prvky v rovenském kostele sv. Václava. Po své smrti byl v tomto kostele pohřben.

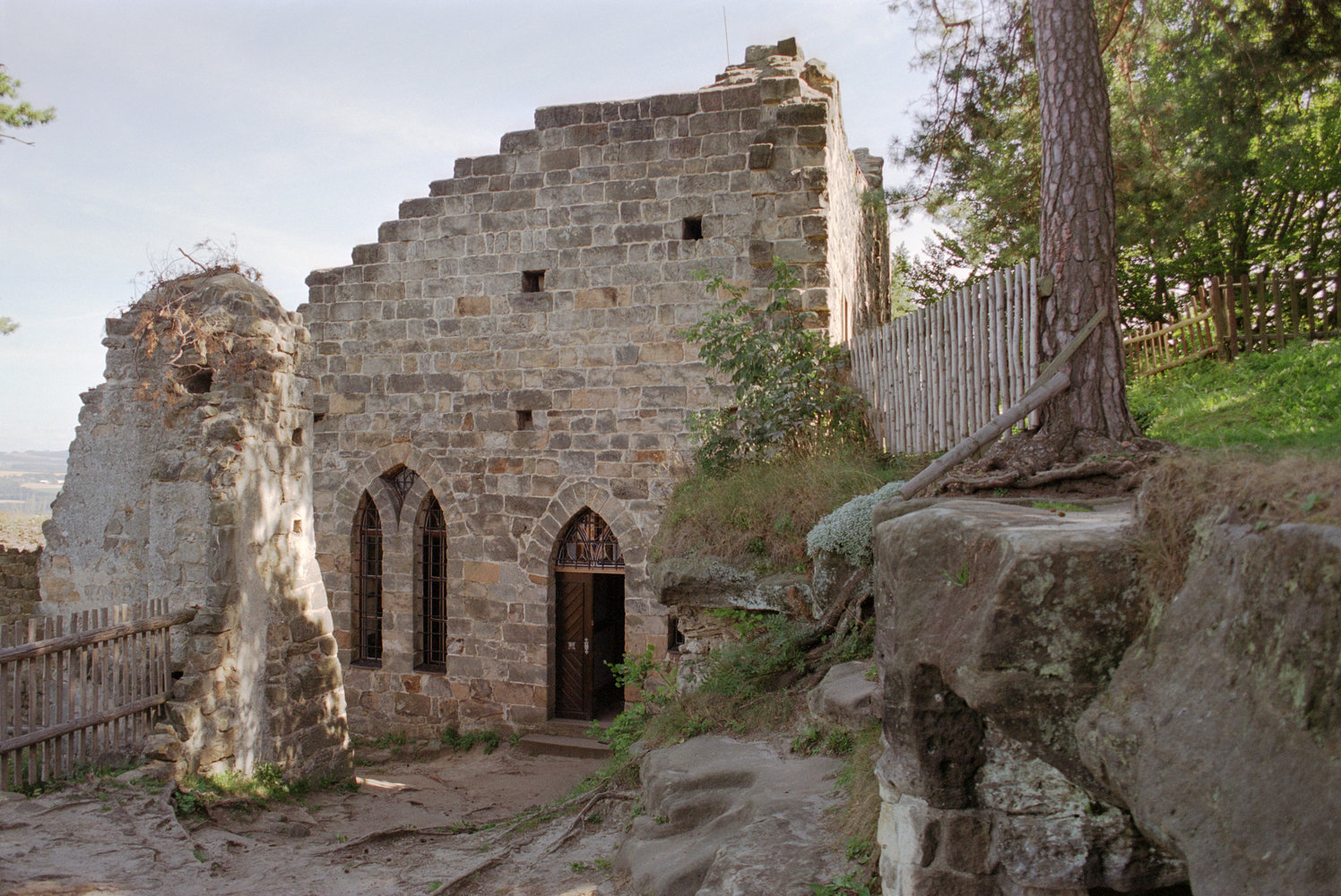
Zříceniny hradu Valdštejn

## Dílo
Jeho skladatelské dílo se zaměřuje spíše na jednodušší líbeznou melodii než na složitější v baroku oblíbený kontrapunkt. Tiskem mu vyšly dvoje pašije.
Jeho životní dílo a největší příspěvek barokní hudbě bylo vytvoření kancionálu Capella regia musicalis – Kaple královská zpěvní s předmluvou Jana Ignáce Dlouhoveského, obsahující jak Holanovy vlastní skladby, tak zejména sebrané písně jiného původu, jejichž autorství často nelze přesně určit. Kancionál vyšel tiskem v Praze roku 1693. Pro toto dílo také sám vytvořil tři mědiryty, Narození Páně, Nejsvětější Trojice a Ukřižovaný.